# Myopa occulta
Myopa occulta är en tvåvingeart som beskrevs av Christian Rudolph Wilhelm Wiedemann 1824. Myopa occulta ingår i släktet Myopa och familjen stekelflugor. Enligt den finländska rödlistan är arten nationellt utdöd i Finland. Det är osäkert om arten förekommer i Sverige. Artens livsmiljö är torra gräsmarker. Inga underarter finns listade i Catalogue of Life.